# Ян Болеслав Ожуг
Ян Болеслав Ожуг (пол. Jan Bolesław Ożóg, 1913, Ненадувка — 1991, Краків) — польський поет, прозаїк, фейлетоніст.

## Біографія
Закінчив філологічний факультет Ягеллонського університету за фахом «полоністика». У 1935 році надрукував свій перший вірш «Околиця поетів». 1937 року вийшла його перша поетична збірка «Від'їзд онука». Під час Другої світової війни мешкав у рідному селі, працював дроворубом, викладав у підпільній школі. 1943 року приєднався до Армії Крайової. Після війни викладав у ліцеї. 1950 року переїздить до Кракова й починає займатися виключно літературою.

## Творчість
Автор настроєво-рефлексивної лірики з елементами сюрреалізму, примітивізму, катастрофізму та критики глобалізму й індустріального суспільства.

## Українські переклади
Твори Яна Болеслава Ожуга українською мовою перекладали Роман Лубківський та Анатолій Глущак.